# Рамминген (Швабия)
Рамминген (нем. Rammingen) — община в Германии, в земле Бавария.
Подчиняется административному округу Швабия. Входит в состав района Нижний Алльгой. Население составляет 1410 человек (на 31 декабря 2010 года). Занимает площадь 19,27 км².